# Sotillo del Rincón
Sotillo del Rincón település Spanyolországban, Soria tartományban. Sotillo del Rincón La Póveda de Soria, Valdeavellano de Tera, Villar del Ala, El Royo, Villoslada de Cameros és Lumbreras de Cameros községekkel határos. Lakosainak száma 175 fő (2024).

## Népesség
A település népessége az elmúlt években az alábbi módon változott:
| Lakosok száma | 231  | 231  | 210  | 206  | 202  | 184  | 186  | 190  | 189  | 175  |
|               | 2001 | 2004 | 2007 | 2009 | 2012 | 2014 | 2017 | 2019 | 2022 | 2024 |